# Josefina Chantre
 (mai 2023).
Pour les articles homonymes, voir Chantre.
Josefina Chantre est une militante cap-verdienne pour l'indépendance du Cap-Vert et de la Guinée.

## Biographie
Josefina Chantre naît en 1942 sur l'île de Santo Antão dans le Cap-Vert portugais. Elle a dix frères et son père est marin. Elle étudie au lycée Gil Eanes à Mindelo, puis reçoit une bourse du gouvernement portugais au début des années 1960 pour une formation dans le travail social à Lisbonne.
Elle rentre ensuite vivre au Cap-Vert, où elle ne trouve pas d'emploi malgré son diplôme, puis en 1962 elle déménage en Angola et l'année suivante à Luanda, où elle vit chez un oncle et travaille pendant quatre ans aux services sociaux de la ville, avant de retourner au Portugal pour continuer ses études. Elle y rencontre le mozambicain Joaquim Pereira de Carvalho, un militant pour l'indépendance des colonies africaines. Ensemble, ils se rendent en Suède et à Alger. Lorsqu'ils se séparent, Chantre intègre le Parti africain pour l'indépendance de la Guinée et du Cap-Vert à Conakry.
À son arrivée sur place, Chantre est encouragée à devenir institutrice pour le parti, mais s'y oppose et devient à la place secrétaire d'Amílcar Cabral,. Elle devient ensuite responsable du journal Actualités, l'agence de communication du PAIGC, publiant un journal et une émission de radio en créole. Elle impose que toute commission de travail de cinq personnes au sein du parti pour l'indépendance doit comprendre au moins deux femmes. En 1973, elle représente l'organisation à Alger en raison de l'assassinat de Cabral et le 5 juillet 1975, le Cap-Vert obtient son indépendance. Elle reçoit le titre de héros de la nation.
En 1980, elle quitte la Guinée pour s'installer définitivement au Cap-Vert. L'année suivante, elle y fonde l'Organisation des femmes du Cap-Vert, qui travaille à la promotion sociale et économique des femmes et à la lutte pour l'égalité des genres,, notamment dans les milieux ruraux. Cette organisation est rapidement considérée comme un ministère officieux jusqu'à sa transformation en ONG classique après l'ouverture politique du pays aux partis d'opposition. Par extension, l'organisation et Chantre s'engagent pour la protection des conditions écologiques permettant aux femmes rurales de subsister,. Elle travaille également en partenariat avec le Réseau des femmes parlementaires cap-verdiens et préside l'association des femmes de l'Afrique de l'Ouest.